# Danak
Danak (lat. tributum) označava svaku materijalnu obavezu koju je kroz povijest neko naselje, grad ili država bilo dužno ispuniti u korist neke druge države.
Danak se plaćao u različite svrhe. Nekada je to predstavljao simboličko iskazivanje poštovanja i vjernosti nekom vladaru, nekada odredbu međunarodnog ugovora koji je sa sobom povlačio recipročne obaveze druge strane, a nekada se ispunjavao pod prisilom, odnosno isključiva svrha mu je bila odvratiti vojni napad, pljačku ili porobljavanje od druge strane.   
Danak se vrlo često vezuje uz vazalni odnos, odnosno financijske obaveze vazala prema svog sizerenu. U međunarodnim odnosima plaćanje danka je također često podrazumijevalo vazalni odnos, najčešće grada-države ili manjeg kraljevstva prema nekom velikom carstvu. Takvi entiteti koji su plaćali danak se nazivaju tributarne države.
Danak je s razvojem međunarodnog prava i nestankom feudalizma postupno nestao iz javnog života, ali se zato preselio u sferu organiziranog kriminala gdje je poznat pod suvremenim nazivom reket.